# Port de Salau
El Port de Salau és un port de muntanya que uneix la comarca del Pallars Sobirà a Catalunya, amb la del Coserans a França (departament de l'Arieja). Havia estat un punt clau de les comunicacions entre aquests dos territoris pirinencs, com ho demostra l'hospital de viatges que els cavallers de l'Orde de l'Hospital tenien al poblet de Salau. Al segle xix hi havia una duana tant a Salau com a Isil que controlava el pas. El 1903, enginyers francesos hi van construir una estació de telefèric per tal de transportar la fusta que es feia en aquestes contrades. Avui dia, aquestes construccions encara dominen el pas, malgrat l'estat ruïnós que presenten. L'explotació va durar una vintena d'anys. Ha estat un port de comerç i un camí de fugida durant la Guerra Civil i la Segona Guerra Mundial.
El projecte de línia de ferrocarril línia fèrria Lleida-Sent Gironç, amb un túnel per sota del port, es va aprovar l'any 1879, juntament amb les connexió ferroviària entre Espanya i França de Somport. El túnel inicialment havia de fer 8.670 m, i hauria connectat el riu Salat al departament francès de l'Arieja, amb Alós d'Isil, al Pallars Sobirà. Un estudi publicat el 1893 preveu un túnel de 6.599 m, a una altitud de 1.262 m a la boca sud. Més endavant es redacta un nou projecte, que preveu un túnel de 4,8 km, amb la boca nord situada a 1.080 m d'altitud i la boca sud a 1.330 m. Record d'aquest projecte és la placa que es col·locà a la boca nord amb la inscripció Traversée des Pyrénées centrales par les vallées du Salat et de la Noguera Palharesa. Chemin de fer de Saint Girons a Lérida. Téte français du souterrain de faïte. Altitude 1.080m Saint Girons a 36 km. Lérida à 172 km.
El projecte no es porta a terme i queda abandonat, fins que torna a atreure interès els primers anys de la dècada de 1990, en el marc dels projectes de la Comunitat de Treball dels Pirineus, i fins i tot s'inclou en el Pla territorial general de Catalunya i el Pla de carreteres, ambdós de l'any 1995. Posteriorment però, en el Pla territorial parcial de 2006, es desaconsella la realització del túnel estimat en un mínim de 7 km de longitud, atesa la previsió d'una demanda molt escassa, i la falta de garanties de construcció de les infraestructures necessàries al costat francès, a més de la necessitat de protegir els valors ecològics i paisatgístics de la capçalera de la Noguera Pallaresa. El túnel de Salau és reivindicat pel territori, però de manera no unànime, atès que es prioritzen altres connexions i infraestructures com el túnel de Bonaigua, o l'accés a Andorra.
Pel costat català es pot pujar des del refugi del Fornet al municipi de l'Alt Àneu en una pujada que dura unes tres hores i mitja de camí. Cada primer diumenge d'agost des de 1988 s'hi celebra la pujada al Port de Salau, una trobada de gent dels dos vessants que és una festa d'agermanament catalanooccità.